# Modális ige
A modális ige vagy módosító ige olyan ige, amely eredeti vagy a kontextus által meghatározott lexikai tartalma modalitást fejez ki, azt jelezve, hogy milyennek látja a beszélő a vele társított cselekvést, történést, állapotot, létezést stb.: lehetségesnek vagy lehetetlennek, szükségesnek vagy szükségtelennek, biztosnak vagy bizonytalannak, valószínűnek vagy valószínűtlennek, kötelezőnek vagy nem kötelezőnek, kívántnak vagy nemkívántnak, megengedettnek vagy tiltottnak, logikus következménynek, elhatározás eredményének stb. Egyrészt egy bizonyos modalitást kifejezhet több ige, másrészt egyazon ige több modalitást fejezhet ki (láss példákat a továbbiakban).
Nincs egyetértés nyelvészek között azt illetően, hogy mennyire grammatikai vagy lexikai a modális igével való kifejezése a modalitásnak. Ez annak tudható be, hogy az igék különböző mértékben hordoznak fogalmi (lexikai) és grammatikai jelentéseket.
Vannak olyan igék, amelyeknek csupán modális jelentésük van, és csak más igével vagy igenévvel társítva használják őket. Olyan igék is vannak, amelyek fogalmi jelentése modális, akkor is, ha nincsenek más igével vagy igenévvel társítva. Más igéknek alapjelentése nem modális, de más igével vagy igenévvel társítva van ilyen jelentésük. Az első kategóriába tartozó igéket szokták modális segédigéknek nevezni, a második és a harmadik csoporthoz tartozókat illetően pedig azok, akik grammatikalitást látnak egyik vagy másik igében, többféle kritérium szerint, modális igéknek vagy modális segédigéknek tekintik őket.

## A magyar nyelvben
A magyar nyelv esetében csak azok az igék jönnek számításba modálisokként, amelyeknek van modális jelentésük, és legalábbis formailag főnévi igenév alaptagjaként működnek. Ilyenek az akar, kell, lehet, tud, szeret, szándékozik stb. igék. Vita tárgya az, hogy ezek segédigék-e vagy sem. Egyesek egyiküket sem tartják segédigének, mivel mondatrészként elemezhető a velük társítot főnévi igenév, de még a talál igét sem, bár mellette „az igenév önálló mondatrészszerepe erősen megkérdőjelezhető”. Ugyanakkor mások mindezeket modális segédigéknek tekintik. Például a kell ige Gyuris – Kiefer 2006 szerint segédige. Lengyel Klára csak a talál igéről véli azt, hogy „tiszta segédige”, amikor jelentése teljesen eltér az alapjelentésétől (pl. mosolyogni talál vs. talál egy ceruzát), a többi fentit és más igéket pedig „segédigeszerűek”-nek tartja, mivel van valamennyire fogalmi tartalmuk, de erősebb bennük a grammatikai jelentés, tehát az igék és a segédigék közötti sávban helyezkednek el. A modális ige + főnévi igenév szószerkezetet alaktanilag nem tekintik összetett igealaknak, de mondattanilag összetett állítmányt képezőnek tartják. Példamondatok:
- a cselekvés, történés véletlen, akaratlan volta: Néha össze találunk veszni;
- képesség:

El tudod ezt nekem intézni?;
Fel bírja emelni a zsákot;
- kívánság:

Be kíván menni;
Mária aludni óhajt;
Szeretném már befejezni a varrást;
- lehetetlenség: Ezt nem lehet így elintézni;
- szándék: Be szándékozik menni;
- próbálkozás: Megpróbál bejutni;
- szükségesség: Meg kell nézni a filmet;
- hozzá nem értés: Nem tudok úszni;
- akarat: Tudni akarom az igazat.

## Néhány más nyelvben

### Az angolban
Az angol nyelvben is főnévi igenévvel társítják a modálisnak vélt igéket. E nyelv grammatikáiban sincs egység a modális igék megítélésében. Egyesek valódi modális igéknek vagy modális segédigéknek kilenc igét tartanak, melyek alaktanilag abban különböznek az igéktől általában, hogy, a többi igével ellentétben, nincs személyragjuk kijelentő mód jelen idő egyes szám harmadik személyben sem, a not vagy n’t partikulával tagadhatók, és a főnévi igenév a to partikula nélkül követi őket. Mások hozzáadnak ezekhez még három igét, melyek nem felelnek meg mindezeknek a kritériumoknak. Ezeken kívül még számon tartanak modális jelentésű igéket és igei kifejezéseket, melyeket ugyancsak társítanak főnévi igenévvel, de magukban is használják őket. Példák (ezekben a fettelt betűkkel írt modális igék a zárójelben megadott modalitást fejezik ki, de kifejezhetnek más modalitást is):
- a kilenc tulajdonképpeni modális igének vagy modális segédigének tekintett igékkel:

We can leave our luggage at the hotel ’A szállodában hagyhatjuk a poggyászunkat’ (megengedettség);
My grandfather could walk on his hands ’A nagyapám tudott kézen járni’ (képesség);
The keys may be in my coat pocket ’A kulcsok talán a kabátom zsebében vannak’ (valószínűség);
We thought we might have problems ’Azt gondoltuk, hogy gondjaink lehetnek’ (valószínűség);
You shall have the money ’Meg fogod kapni a pénzt’ (ígéret);
You should answer the letter ’Válaszolnod kellene a levélre’ (tanács);
Mandy will be in London now ’Mandy most biztosan Londonban van’ (bizonyosság);
Six weeks' holiday would be nice ’Jó lenne hat hét szabadság’ (irrealitás);
I must go to the bank ’A bankba kell mennem’ (szükségesség);
- a további három modális (segéd)igének tartottakkal:

You needn't hurry ’Nem kell sietned’ (szükségtelenség);
They ought to have our letter by now ’Megkaphatták már a levelünket’ (valószínűség);
I daren't go up on the roof ’Nem merek felmenni a tetőre’ (félelem);
- egyéb modális jelentésű igékkel:

The pupils are already able to read ’A tanulók már képesek olvasni’ (képesség);
I’d better tidy this room up ’Inkább kitakarítanám ezt a szobát’ (a cselekvés preferáltsága);
I used to come here ’Szoktam idejárni’ (szokásosság);
Are we allowed to leave early? ’Szabad-e korán elmennünk?’ (megengedettség);
Is this food supposed to be kept cool? ’Hidegen kell-e tartani ezt a ételt?’ (a cselekvés előírt volta);
You have to fill in a form ’Ki kell töltened/töltenie egy űrlapot’ (kötelesség).

### A franciában
A francia nyelvészetben megállapították, hogy vannak olyan igék, amelyek fogalmi (lexikai) jelentése modális, és ugyanakkor egymagukban is működnek. Ezeket akkor sem tekintik modális igéknek, ha ezzel a jelentéssel társítva vannak más igével vagy főnévi igenévvel úgy, hogy annak alaptagjai. Ilyenek például Je crois que… ’Azt hiszem, hogy…’, Je crains que… ’Félek, hogy…’, Je me réjouis de ce que… ’Örvendek, hogy…’
Modális igéknek általában azokat tartják, amelyeknek főnévi igenévvel társítva többé-kevésbé különbözik a jelentésük a fogalmi alapjelentésüktől, és fél-segédigének [(franciául) verbe semi-auxiliaire] nevezik őket. A főnévi igenév a legtöbbször elöljárószó nélkül kötődik a modális igéhez, de előfordul a de és az à elöljárós is. Példák:
Nous avons à causer tous les deux ’Beszédünk van egymással’, ’El kell beszélgetnünk’;
La campagne doit être belle à cette saison ’Szép lehet a vidék ebben az évszakban’;
La pendule a manqué tomber ’Majdnem leesett a falióra’;
J’ai failli vous écrire ’Majdnem írtam Önnek’;
Je laisse partir mon chien ’Hagyom a kutyámat elmenni’;
Il était censé suivre des cours ’Úgy volt, hogy tanulmányokat folytat’ (de nem folytat);
Il peut avoir quinze ans ’Úgy tizenöt éves lehet’;
Il risque de tomber ’Le/El talál esni’;
Je sus bientôt lire couramment ’Rövid idő alatt folyékonyan tudtam olvasni’;
Veux-tu te taire ! ’Leszel szíves elhallgatni?!’
Egyesek szerint ritkábban ugyan, de kötőmódban álló igével társított modális ige is van. Ezekben az esetekben is az ige jelentése különbözik a lexikai alapjelentésétől. Példák:
Il s’en faut de peu que nous n’ayons réussi ’Kevés hiányzott ahhoz, hogy sikerüljön (nekünk)’;
Il se peut qu’il convienne de ses torts ’Lehetséges, hogy el fogja ismerni vétkét’;
Il faut qu’elle ait mal entendu ’Valószínűleg rosszul hallotta’.

### A közép-délszláv diarendszer nyelveiben
A közép-délszláv diarendszer nyelveinek nyelvészetében például az a megállapítás található a modális igéről, melyet nem neveznek segédigének, hogy nem konkrét cselekvést fejez ki, hanem egy más cselekvés módosítására szolgál. Modális (azaz akarati, kívánsági, kérési, felszólítási stb.) viszonyt állít fel azon cselekvés között, amelyet a vele társított fogalmi (lexikai) jelentésű ige(név) fejez ki, és az alany között, illetve a fogalmi jelentésű ige(név) által kifejezett cselekvés és a beszélő között.
Mondattanilag a modális ige bővítménye főnévi igenév vagy a da kötőszó + kijelentő mód jelen idejű ige, amely más nyelvekben a kötőmód jelen időnek felel meg. Sokszor mondattani szinonímia esete áll fenn a két szerkezet között.
Másik két ismérve a modális igének még az, hogy fogalmi (lexikai) jelentésű igékkel ellentétben nem lehet névszói bővítménye, és az, hogy igei bővítmény esetében ennek nem lehet más alakja, mint a kijelentő mód jelen idő.
Egyes leírásokban megkülönböztetnek szűkebb értelemben vett modális igéket, amelyek segítségével cselekvéssel jeleznek viszonyt, és tágabb értelemben vetteket, amelyek gondolatot, érzelmet, érzékelést, akaratot stb. fejezhetnek ki. Ezek között vannak olyanok, amelyeknek van nem modális jelentésük is, és/vagy névszói bővítményük is lehet.
Példák (ferde vonallal a szinonimák között):
- szűkebb értelemben vett modális igékkel:

Time hoću reći da još uvijek nije kasno ’Ezzel azt akarom mondani, hogy még mindig nem késő’;
On hoće sutra da kupi auto ’Holnap autót akar vásárolni’;
Morao sam sve po dogovoru uraditi/da uradim ’Mindent a megegyezés szerint kellett megcsinálnom’;
Treba se snaći ’Boldogulni kell’;
On treba da nađe rešenje ’Neki kell megoldást találnia’;
Oni ne smiju ništa saznati ’Nekik semmit sem szabad megtudniuk’;
Nisam smeo pušiti/da pušim pred ocem ’Nem volt szabad dohányoznom az apám jelenlétében’;
O svemu se može razgovarati ’Mindenről lehet beszélgetni’.
- egyéb modális igékkel:

Ima da rano ustaneš ’Korán kell felkelned’ (nem modális jelentéssel: Imaju problema ’Gondjaik vannak’);
Boji se priznati što se dogodilo ’Fél beismerni, mi történt’ (nem modális használattal: Ivan se boji zubara ’Ivan fél a fogorvostól’);
Bar je stigao odspavati ’Legalább sikerült kialudnia magát’ (nem modális jelentéssel: Upravo su stigli na stanicu ’Éppen most értek az állomásra’);
Petar zna rešavati/da rešava zadatke ’Petar tud feladatokat megoldani’ (nem modális jelentéssel: Ana zna sve što je pitaju ’Ana mindent tud, amit kérdeznek tőle’).

### A románban
Ebben a nyelvben a modálisnak tekintett igéket többnyire kötőmódú igével társítják, de vannak igenévvel társítottak is, és előfordul szinonímia is. Példák:
- kötőmódú igével:

dă să spună ceva ’éppen mondana valamit’;
era să cad ’majdnem el/leestem’;
stă să cadă ’csakhogynem leesik;
trebuie să plec ’el kell mennem’;
îmi vine să râd ’nevetnékem van’;
vreau să plec ’el akarok menni’;
- főnévi igenévvel vagy supin-nak nevezett igenévvel: am a scrie/de scris ’írnom kell’;
- főnévi igenévvel vagy kötőmódú igével: pot face/să fac ceva ’meg bírok csinálni/tenni vmit’, ’meg tudok csinálni/tenni vmit’, ’megcsinálhatok/megtehetek vmit’;
- melléknévi igenévvel: trebuie lăudat ’meg kell dicsérni (őt)’.